# Neeshil Varman
Neeshil Varman ist ein fidschianischer Fußballschiedsrichter.
Er leitet Fußballspiele von Vereins- und Nationalmannschaften in Ozeanien und steht nicht auf der Liste der FIFA-Schiedsrichter. Unter anderem wird er in der OFC Champions League eingesetzt.
Bei der Frauen-Ozeanienmeisterschaft 2022 in Fidschi leitete Varman ein Viertelfinale.